# 黄湾镇 (峨眉山市)
黄湾镇，是中华人民共和国四川省乐山市峨眉山市下辖的一个乡镇级行政单位。

## 行政区划
黄湾乡下辖以下地区：
报国村、张坝村、黄弯村、梁坎村、新桥村、龙门村、雷岩村、大峨村、茶场村、张山村、万年村、木瓜村、黑水村、茶地村、桅杆村和龙洞村。